# Hélène Bruller
Pour les articles homonymes, voir Bruller.
Hélène Bruller est une illustratrice, auteure de bande dessinée et scénariste française née le 22 juillet 1968 à Boulogne-Billancourt (Hauts-de-Seine).

## Biographie
Hélène Bruller fait ses études à l'École nationale supérieure des arts décoratifs à Paris, puis commence une carrière de graphiste et d'illustratrice pour la jeunesse. Après des difficultés pour intégrer le milieu de la bande dessinée, elle publie à partir de 2001, scénarisant Le Guide du zizi sexuel, hors-série de Titeuf, dessiné par Zep, album didactique et humoristique sur la sexualité, destiné aux pré-adolescents.
Elle est auteure complète des bandes dessinées Les Autres Filles (2002), Je veux le prince charmant (2004-2005), Love (2009), Faut qu'on parle, (2011), Starfuckeuse (2014), J'veux pas vieillir (2017). Hélène Bruller est une vraie salope, album partiellement autobiographique qui narre « ses déboires sentimentaux de sa jeunesse », reçoit un accueil critique favorable dans Aujourd'hui en France. Le même périodique réserve un accueil positif à Starfuckeuse, fiction humoristique mettant en scène ses aventures intimes avec des stars.
Directrice artistique pour Hachette, elle fonde le label d'édition PoP!, spécialisé dans l'adaptation de bandes dessinées en romans pour la jeunesse (série Marie-Lune, adaptations de Titeuf, dont elle est l'auteur sous le pseudonyme de Shirley Anguerrand, etc.).
Également écrivain, elle scénarise le Guide du Supermoi (2015), sur un dessin de Charles Berberian ; elle crée la série Les Minijusticiers, dessinée par Zep et, coécrite avec Tébo, la série les Psicopattes.
Elle scénarise Tout ira bien ma chérie, avec un dessin de Jaypee, publié en 2018.

### Vie personnelle
Hélène Bruller est la petite-fille de l'écrivain Jean Bruller, plus connu sous son nom de plume de Vercors. Après avoir vécu à Genève, elle s'installe à Paris. Elle a deux enfants, dont le père est Zep.

## Publications
- Le Guide du zizi sexuel, dessins de Zep, Glénat, 2001.
- Les Autres Filles, Hachette Littérature, 2002.
- Les Mecs des autres filles, Hachette Jeunesse, 2002.
- Les Minijusticiers, dessins de Zep, Hachette Jeunesse, 2003.
- Je veux le prince charmant, Albin Michel, 2004.
- Je veux toujours le prince charmant, Albin Michel, 2005.
- Hélène Bruller est une vraie salope, Vent des Savanes, 2008.
- Love, Drugstore, 2009.
- Faut qu'on parle, (avec des gag de Toufo), Drugstore, 2011.
- Starfuckeuse, Delcourt, janvier 2014.
- Le Guide du Supermoi (avec Charles Berberian) Delcourt, 2015.
- Larguées, avec Véronique Grisseaux et Sophie Chédru, Hugo & Cie, coll. « Hugo Desinge », 2015  (ISBN 9782755622492)
- J'veux pas vieillir, Hugo & Cie, coll. « Hugo Desinge », 2017  (ISBN 2755633786)
- Les animaux dénaturés, dessins de Joseph Falzon, Albin Michel, 2022  (ISBN 9782226466457)

## Télévision
- Les Minijusticiers
- Toc Toc ![14]

## Distinctions
- Sélection du prix Artémisia 2016[15] pour Larguées, avec Véronique Grisseaux et Sophie Chédru.